# Dzjemal Cherchadze
Dzjemal Cherchadze (Georgisch:  ჯემალ ხერხაძე, Russisch: Джемал Ноевич Херхадзе) (Koetaisi, 2 februari 1945) is een Georgisch voetballer die tijdens zijn carrière voor de Sovjet-Unie uitkwam.

## Biografie
Hij begon zijn carrière bij amateurclub Imereti Koetaisi en maakte in 1962 de overstap naar Torpedo Koetaisi, waar hij de rest van zijn carrière speelde. In 1969 werd hij mede topschutter van de competitie. De Russisch krant Troed erkende dit destijds wel niet omdat Cherchadze en Vladimir Proskoerin hun laatste drie doelpunten in de laatste wedstrijd behaalden en zo Nikolaj Osjanin bijbeenden. Een journalist van de krant dacht dat deze doelpunten gemanipuleerd werden om op gelijke hoogte te komen met Osjanin. Er werd gezegd dat Osjanin de enige topschutter was omdat hij in meer belangrijke wedstrijden gescoord had. In 1970 degradeerde Koetaisi uit de hoogste klasse. 
Na zijn spelerscarrière werd hij nog trainer, voornamelijk voor Torpedo.  